# Niederdorf (Germania)
Niederdorf è un comune di 1 347 abitanti della Sassonia, in Germania.
Appartiene al circondario dei Monti Metalliferi ed è parte della comunità amministrativa di Stollberg/Erzgebirge.